# Donato Renzetti
Pour les articles homonymes, voir Renzetti.
Donato Renzetti est un chef d'orchestre italien né le 30 janvier 1950 à Torino di Sangro.

## Biographie
Donato Renzetti naît le 30 janvier 1950.
Il étudie la composition et la direction d'orchestre au Conservatoire Giuseppe-Verdi de sa ville natale. En 1976, il est lauréat d'un 2e prix au Concours international Gino-Marinuzzi et se perfectionne auprès de Franco Ferrara à l'Académie musicale Chigiana de Sienne.
En 1978, il obtient une médaille de bronze au Concours Ernest-Ansermet à Genève et en 1980, il remporte le prix Guido-Cantelli de direction à Milan.
Donato Renzetti fait ses débuts au festival de Salzbourg dans le Requiem de Verdi, et au festival de Vérone en 1981 avec Rigoletto de Verdi.
Il mène une carrière de chef invité en Italie et dirige Macbeth au Théâtre musical de Paris. À Florence, il est chef permanent de l'Orchestre de Toscane de 1986 à 1993 puis est à la tête de l'Orchestre de Bergame entre 1993 et 2001.
Il est par la suite principal chef invité de l'Orchestre symphonique portugais à Lisbonne, de 2004 à 2007, avant de prendre la direction de l'Orchestre philharmonique des Marches (Orchestra Filarmonica Marchigiana (it)) à Ancône, en 2007.
Comme chef d'orchestre, il est le créateur d'œuvres de Bruno Bettinelli (Contrastes, 1982), Azio Corghi (Gargantua, opéra, 1986) et Salvatore Sciarrino (Cadenzario, 1991), notamment.
À partir de 2015, Donato Renzetti est chef principal de la Filarmonica Gioachino Rossini de Pesaro.
Comme pédagogue, il est professeur de direction d'orchestre à l'Accademia Musicale Pescarese à compter de 1987.
Sa discographie comprend notamment les opéras Attila, Il signor Bruschino, La cambiale di matrimonio, La Favorite, La Fille du régiment, La Cenerentola, La Gioconda et L'Italienne à Alger.